# Olympius
Pour les articles homonymes, voir Olympius (homonymie).
Olympius était maître des offices (magister officiorum) dans la Rome antique, courtisan d'Honorius à Ravenne, particulièrement influent en 408 et 409.  

## Biographie
Jaloux de l'influence de Stilicon et ambitieux, il sape lentement la renommée de ce dernier auprès de l'empereur. Il est probable qu'il ait été à l'origine de la mutinerie des légions de Pavie et du complot contre ce même Stilicon en 408. Il ramène ensuite ces troupes à Ravenne avec l'empereur en octobre, ce qui lui permet de soumettre celui-ci à sa volonté. Après la chute de Stilicon en août 408, Olympius, qui souhaite l'éradication des barbares wisigoths d'Alaric, poussé par les évêques, lance une politique intolérante contre les barbares (éviction des généraux d'origine germanique) et les non catholiques. 
À la fin de l'année, il pousse Honorius à reconnaître comme auguste l'usurpateur Constantin III, dernière force romaine en Gaule. Apprenant l'arrivée depuis la Pannonie de renforts goths menés par Athaulf au début 409, il lève les garnisons des villes italiennes et paye 300 mercenaires huns, rencontre Athaulf à Pise et le repousse sans l'écraser. Ce demi-succès donne des ailes à Olympius qui persuade dès lors Honorius qu'Alaric serait enfin éliminé. Il rappelle les cinq légions de Dalmatie sur Ravenne (6 000 hommes), les dernières réserves impériales. Il nomme Valens général de cette armée et l'envoie à Rome en mars 409. 
Après le massacre de celle-ci par Alaric, pris de peur, il décide de fuir en Dalmatie à cause de la colère des eunuques du palais qui le haïssaient. On ignore son sort par la suite.